# Beloesja Goeba

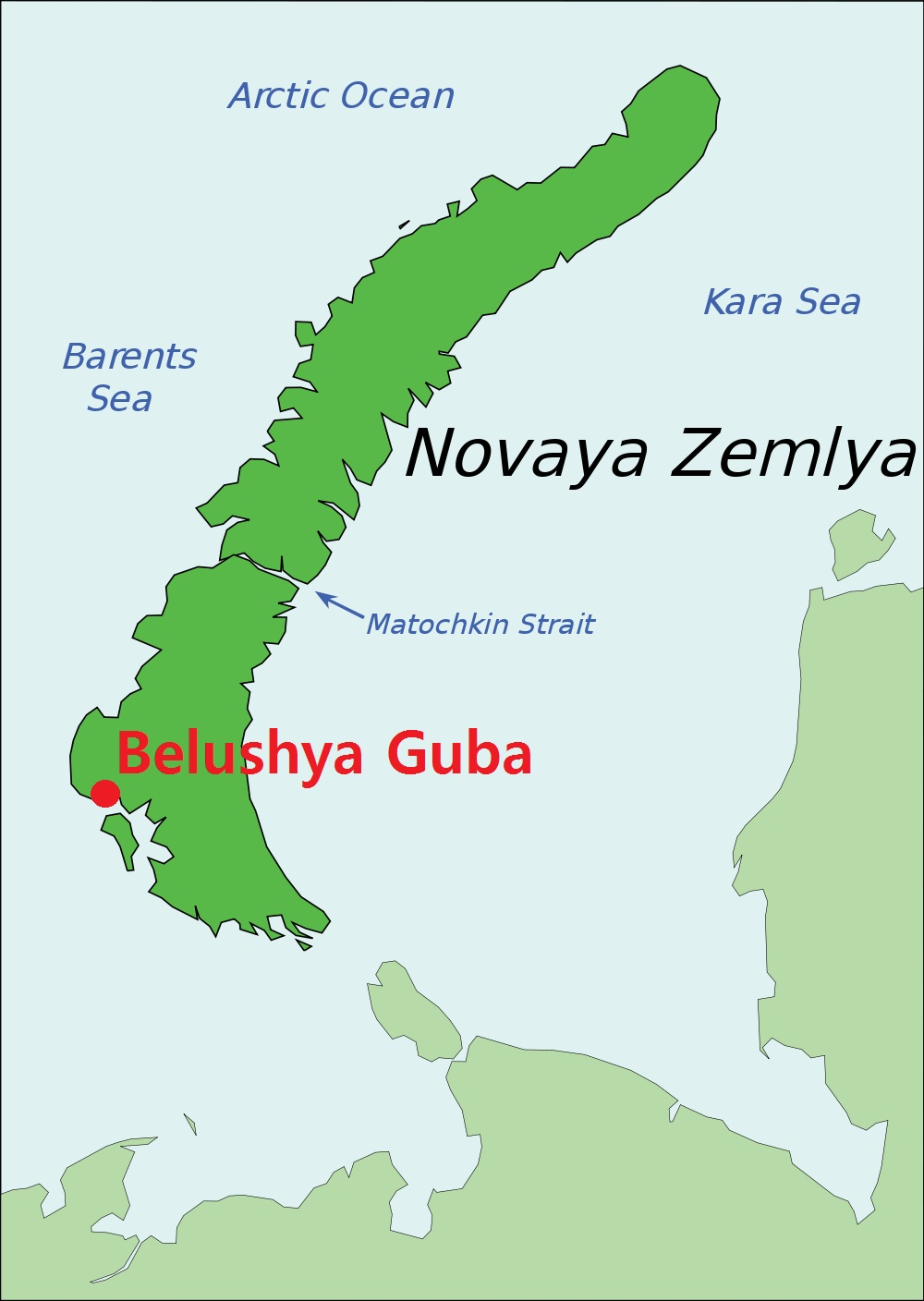
Locatie op Nova Zembla

Beloes(j)ja Goeba (Russisch: Белушья Губа; "Beloegabocht") is een nederzetting met stedelijk karakter in de Noord-Russische autonome okroeg Nenetsië binnen de oblast Archangelsk. Het is de grootste plaats op en het bestuurlijk centrum van de archipel Nova Zembla, waarbinnen het gelegen is op de zuidwestelijke kust van Joezjnyeiland, op het schiereiland Goesinaja Zemlja. Het ligt op 9 kilometer ten zuidwesten van de plaats Rogatsjovo, waar de gelijknamige vliegbasis is gelegen. 

## Bevolking
De plaats telde 1.972 inwoners bij de volkstelling van 2010, van wie 1287 mannen en 685 vrouwen, ruim 81% van de permanente bevolking van Nova Zembla. Bij de volkstelling van 2002 waren er 2.622 inwoners. Een groot deel van de bevolking bestaat uit mensen die betrokken zijn bij de kernproeven op het eiland en leden van het garnizoen dat er is gestationeerd. 

## Geschiedenis
Als stichtingsdatum van de plaats wordt vaak 17 september 1954 genoemd toen het kernproefterrein Nova Zembla (de drie terreinen Soechoj Nos, Matotsjkin Sjar en Tsjornaja Goeba) werd opgezet voor kernproeven (waaronder in 1961 Tsar Bomba, de zwaarste ooit), waarvoor de inwoners van de archipel van tevoren gedwongen werden gedeporteerd. De plaats vormde en vormt het centrum waarvandaan de kernproeven werden gecoördineerd. Op 27 februari 1992 tekende de Russische president Boris Jeltsin een decreet (nr. 194, "over het [kernproef]terrein op Nova Zembla"), waarin dit werd herbevestigd door Nova Zembla aan te wijzen als het 'centrale testterrein' van de Russische Federatie. De laatste kernexplosie was in 1990, sindsdien worden alleen subkritische kernproeven gedaan.

## Voorzieningen
In de plaats bevinden zich een middelbare school (capaciteit: 560 leerlingen), kleuterschool, een 17-tal appartementsblokken, 3 hotels, winkels, een kapperszaak, fotograaf, servicedienstkombinat, radio- en tv-station (Orbita), marineziekenhuis (200 bedden), polikliniek, officierengebouw, zeemanskroeg, een recreatieterrein voor militairen en een Russisch-orthodoxe kerk. Ook ligt er een vijver van 25 meter lang.